# Elphège Chiasson
Pour les articles homonymes, voir Chiasson.
Elphège Chiasson est un homme d'affaires canadien, originaire de Lamèque, au Nouveau-Brunswick.
Il s'implique dans sa communauté et a joué un rôle important dans le développement du festival international de musique baroque de Lamèque. Il est fait membre de l'Ordre du Canada en 2000et membre de l'Ordre du Nouveau-Brunswick en 2009.